# USS Reprisal (CV-35)
L’USS Reprisal (CV-35) était un porte-avions de classe Essex de l'United States Navy. Du fait de la diminution des opérations dans le Pacifique et de la disponibilité d'autres bâtiments de la classe Essex, sa construction fut annulée le 12 août 1945 alors qu'il était construit à 52,3 %. Sa coque fut lancée plus tard au cours de la même année afin de libérer la forme de radoub où il se trouvait. Des plans qui avaient pour but de le convertir en bâtiment de combat de surface furent présentés mais le projet fut finalement abandonné et la coque vendue pour la ferraille en 1949.

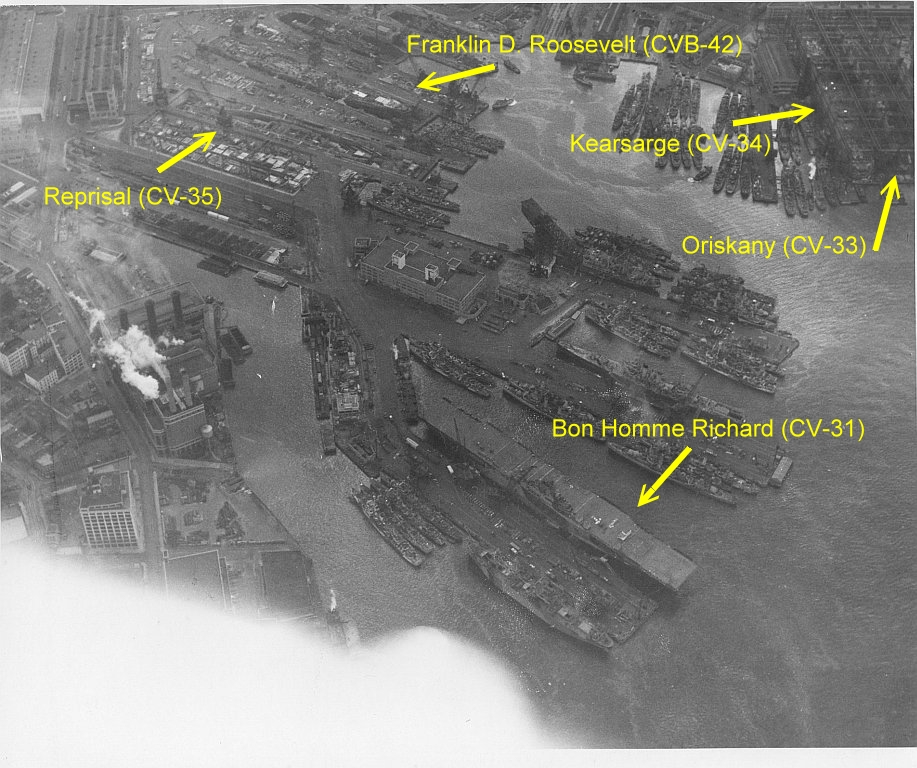
Vue aérienne du Brooklyn Navy Yard le 2 décembre 1944.